# تيري كاميرون
تيري كاميرون (بالإنجليزية: Terry Gordon Cameron)‏ هو نقابي وسياسي أسترالي، ولد في 19 أكتوبر 1946. حزبياً، نشط في حزب العمال الأسترالي (فرع جنوب أستراليا) ‏. وقد انتخب Justice of the Peace for South Australia ‏ وانتخب عضو مجلس جنوب أستراليا التشريعي وقد انضم خلال فترته النيابية (11 أكتوبر 1994 – 17 مارس 2006)  للكتلة البرلمانية حزب العمال الأسترالي (فرع جنوب أستراليا) ‏.